# 750年代
| 千纪： | 1千纪                                                                                  |
| 世纪： | 7世纪 \| 8世纪 \| 9世纪                                                                |
| 年代： | 720年代 \| 730年代 \| 740年代 \| 750年代 \| 760年代 \| 770年代 \| 780年代              |
| 年份： | 750年 \| 751年 \| 752年 \| 753年 \| 754年 \| 755年 \| 756年 \| 757年 \| 758年 \| 759年 |

750年代是指750年至759年的十年。

## 大事记

### 750年
- 唐安西四镇节度使高仙芝攻石国，俘其王及部众以归。
- 二月，高仙芝破朅师，虏其王勃特没。
- 阿拔斯人于大扎卜河战役大败奧米亞王朝末代哈里发迈尔万二世，阿拔斯革命成功，阿拔斯王朝建立，中國史書稱之為黑衣大食，阿布·阿拔斯于库费登基为第一任哈里发。
- 印度分为三国。

## 逝世
- 757年，斯德望二世，教宗。